# Brašina (Župa Dubrovačka)
Brašina is een plaats in de gemeente Župa Dubrovačka in de Kroatische provincie Dubrovnik-Neretva. De plaats telt 516 inwoners (2001).